# Enrico Marini
Enrico Marini   (Liestal, 13 d'agost de 1969) és un autor de còmic suís. El seu dibuix perfeccionista i vigorós, ha omplert pàgines en series de còmics que han arribat a tenir una gran popularitat entre els aficionats.

## Biografia

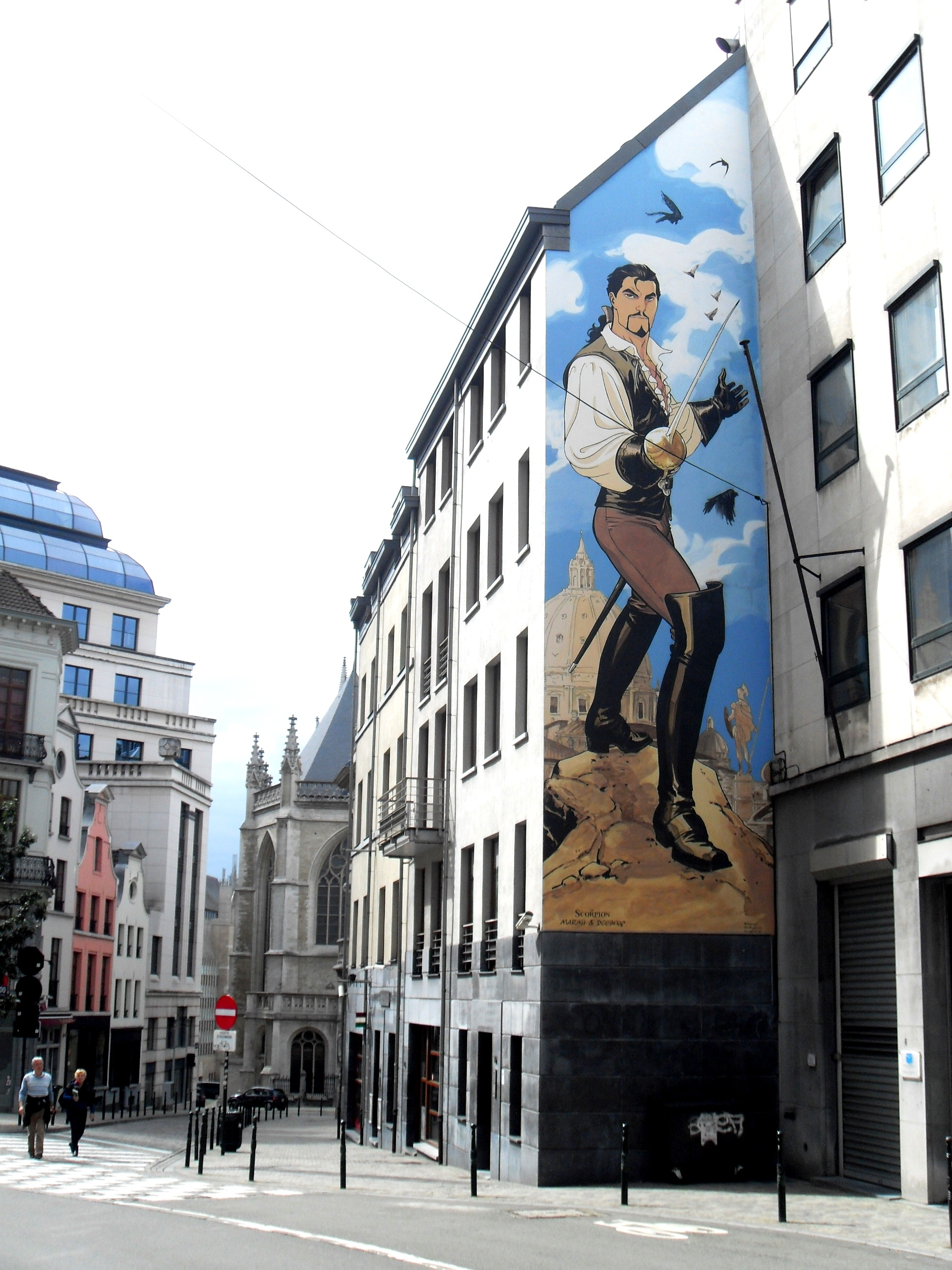
Mural de Le Scorpion en un carrer de Brussel·les.

Influenciat per noms tan diferents com Hermann, Jordi Bernet, Jean Giraud, Alex Toth i Katsuhiro Otomo, Marini va estudiar disseny gràfic a l'Escola de Belles Arts de Basilea (1987-1991). La seva obra va ser descoberta l'any 1987 durant el concurs de nous talents al Festival de Còmics de Sierre. L'editorial Alpen Publishers va encarregar-li el dibuix d'un guio de Thierry Smolderen titulat La Colombe de la Place rouge. Aquesta història, publicada per primera vegada a La Tribune de Genève, va donar lloc el 1990, a la publicació del primer de la sèrie de quatre volums dedicat a Les dossiers d'Olivier Varèse, les aventures d'un intrèpid periodista temerari i seductor.
El 1992, Thierry Smolderen va suggerir a Marini una nova sèrie: Gipsy, un musculat heroi gitano que viu aventures futuristes amb el seu camió. La sèrie de sis volums, publicada entre 1993 i 2002, va canviar d'editorial tres vegades. En paral·lel, Enrico Marini va conèixer el guionista belga Stephen Desberg amb qui va dibuixar el western crepuscular L'Étoile du Desert (1996) publicat en dos volums per Dargaud. (El 2016 va publicar-se una segona part d’aquest títol d'èxit, aquest cop amb dibuixos d’Hugues Labiano). Just després, amb guió de Jean Dufaux, va començar la sèrie Rapaces (quatre volums, entre 1998 i 2003) terror gòtic amb una parella de sensuals vampirs. Novament amb guions de Desberg, Marini va col·laborar amb tretze àlbums de Le Scorpion, aventures de capa i espasa a la Roma vuitcentista de fons. La sèrie que obtingué un gran èxit, continua encara amb dibuixos de Luigi Critone.
A l'any 2007, Marini fa el salt com autor complet (dibuixant i guionista) amb Les aigles de Rome, un vistós pèplum que relata lliurement la història del germànic Armini, soldat romà que es va enfrontar a l'imperi vencent-lo a la batalla del bosc de Teutoburg. L'autor va presentar la tercera entrega de la sèrie al 30è Salo del Còmic de Barcelona.
L'estiu de 2017, Dargaud i DC Còmics anunciaren l'edició conjunta d'una aventura de Batman en dos volums amb autoria completa de Marini. Dark Prince Charming va sortir al mercat entre 2017 i 2018. El novembre de 2021 es va publicar el primer volum del díptic Noir Burlesque, un hard-boiled anys 50 escrit pel mateix Marini amb dibuixos en blanc i negre, només esquitxat pel color roig del cabell de la femme fatale.

## Obra
- Les dossiers d'Olivier Varèse. Alpen Publishers / Norma Editorial

1. La Colombe de la place Rouge (1990) amb Thierry Smolderen
2. Bienvenue à Kokonino World (1992) amb Thierry Smolderen
3. Raid sur Kokonino World (1992) amb Thierry Smolderen
4. Le Parfum du magnolia (1993) amb Georges Pop

- Gipsy amb Thierry Smolderen.

1. L'Étoile du Gitan (1993). Alpen Publishers / Norma
2. Les Feux de Sibérie (1994). Les Humanoïdes Associés / Norma
3. Le Jour du Tsar (1995). Les Humanoïdes Associés / Norma
4. Les Yeux noirs (1997). Dargaud / Norma
5. L'Aile blanche (1999) Dargaud / Norma
6. Le Rire Aztèque (2002) Dargaud / Norma

- L'Étoile du désert (1996) amb Stephen Desberg. Dargaud / Norma

- Les Héritiers du Serpent (1998) amb Exem. Edicions Suzanne Hurter

- Rapaces amb Jean Dufaux. Dargaud / Norma

1. Rapaces 1 (1998)
2. Rapaces 2 (2000)
3. Rapaces 3 (2001)
4. Rapaces 4 (2003)

- Le Scorpion amb Stephen Desberg. Dargaud / Norma

1. La Marque du diable (2000)
2. Le Secret du Pape (2001)
3. La Croix de Pierre (2002)
4. Le Démon au Vatican (2004)
5. La Vallée sacrée (2004)
6. Le Trésor du Temple (2005)
7. Au Nom du Père (2006)
8. Le Procès scorpion (2007)
9. L'Ombre de l'ange (2008)
10. Le Masque de la vérité (2010)
11. Au nom du fils( 2012)
12. La Neuvième Famille (2014)
13. Le Mauvais Augure (2019)

- Les Aigles de Rome. Dargaud / Norma

1. Part I (2007)
2. Part II (2009)
3. Part III (2011)
4. Part IV (2013)
5. Part V (2016)
6. Part VI (2023)
7. Part VII (2024)

- Batman DC Comics - Dargaud / ECC Ediciones

1. Dark Prince Charming T.1 (2017)
2. Dark Prince Charming T.2 (2018)

- Noir Burlesque. Dargaud / Norma

1. Part 1 (2021)
2. Part 2 (2022)